# Universal Network Objects

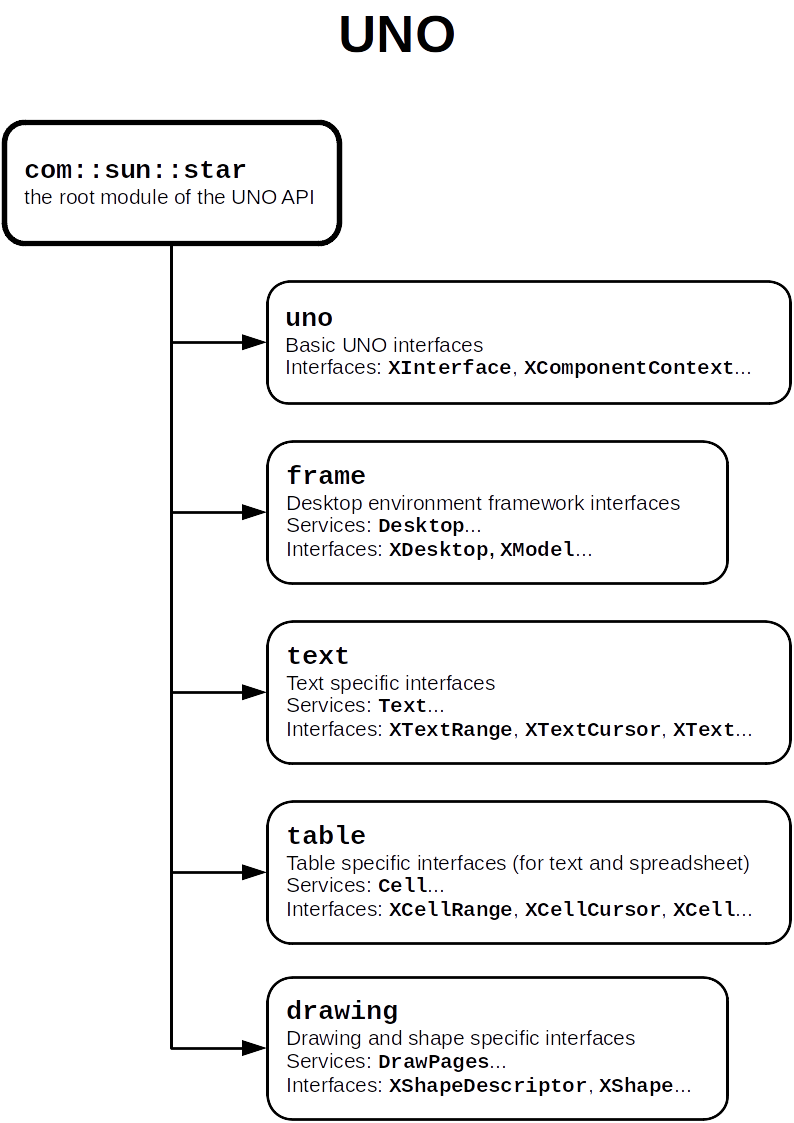
UNO API

Universal Network Objects (UNO) ist ein Komponentenmodell, das von Open Office und LibreOffice genutzt wird. UNO gewährleistet Interoperabilität zwischen verschiedenen Programmiersprachen, Objekt-Modellen und Plattformen.
UNO ist unter der GNU Lesser General Public License (LGPL) freigegeben.